# زنده‌باد عروس و داماد
زنده‌باد عروس و داماد (اسپانیایی: ¡Vivan los novios!‎) یک فیلم درام اسپانیایی است که در سال ۱۹۷۰ منتشر شد.
این فیلم در جشنواره فیلم کن ۱۹۷۰ به نمایش درآمد.

## بازیگران
- خوزه لوئیس لوپس باسکس
- لالی سولدویلا
- خوزه ماریا پرادا
- مانوئل الکساندره
- لوئیس سیخس